# ممد نبودی ببینی
ممّد نبودی ببینی نوحه‌ای است که به مناسبت آزادسازی خرمشهر و به یاد محمد جهان‌آرا خوانده شده است. شعر این قطعه را جواد عزیزی از رزمندگان خرمشهر سرود و نخستین بار حسین فخری هم‌رزم او آن را بر سر مزارش خواند. یک‌سال بعد کویتی‌پور همزمان با سالگرد آزادسازی خرمشهر این نوحه را اجرا کرد.
| ممد نبودی ببینی، شهر آزاد گشته |  | خون یارانت پرثمر گشته (۲) |
| آه و واویلا، کو جهان‌آرا        |  |                           |

## ریشه
ریشهٔ نوحهٔ «ممد نبودی ببینی» به یک ملودی بوشهری متعلق به موسیقی‌های عزاداری سنتی بوشهری برمی‌گردد. جهانبخش کردی‌زاده (بخشو) این ملودی را با مطلع «لیلا بگفتا ای شه لب تشنه‌کامان / دستم به دامان، آقا الامان» در ایام محرم و صفر خواند. در نمایشِ قلندرخونهٔ ایرج صغیری هم از این نوا استفاده شد. ناصر تقوایی این قطعه را در فیلم مستند «اربعین» خود نیز با اجرای بخشو آورد و سپس جواد عزیزی با شنیدن آن و الگو برداری از این نوحه شعر ممد نبودی ببینی را سرود.